# 킴리
킴리(러시아어: Кимры)는 러시아 트베리주의 도시이고 볼가강이 키메르카 강으로 흘러 들어가는 지점에 위치해 있다.
인구는 6만1,800명 (1992년)이다.
알렉산드르 파데예프가 여기서 태어났다.